# Piaggio Porter
Piaggio Porter — микровэн, выпускаемый итальянской компанией Piaggio с 1992 года.

## Первое поколение (S90; 1992—2020)
Модель Piaggio Porter производится с сентября 1992 года. В продажу модель поступила в 1993 году. На некоторых рынках Азии и Великобритании автомобиль получил название Daihatsu Hijet.
С 1995 года модель оснащалась дизельными двигателями внутреннего сгорания. 4- и 6-местные варианты производились под названием Innocenti Porter в 1994—1997 годах. В 1998 и 2011 годах автомобиль проходил капитальный ремонт.

## Второе поколение (NP6; 2021—настоящее время)
С января 2021 года производится современная версия Piaggio Porter NP6, которая является производной моделью от Foton Gratour V3.

## Галерея

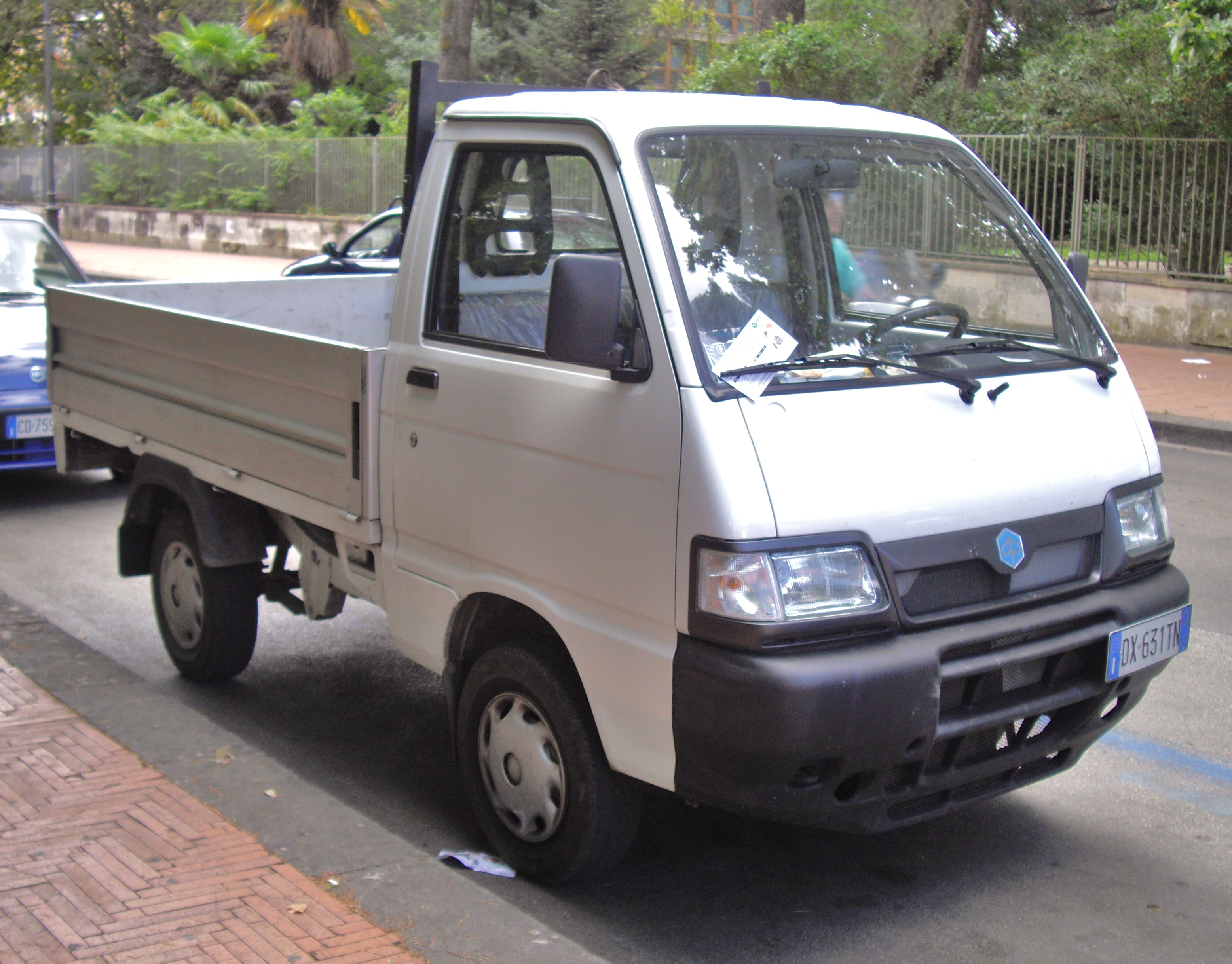
Piaggio Porter
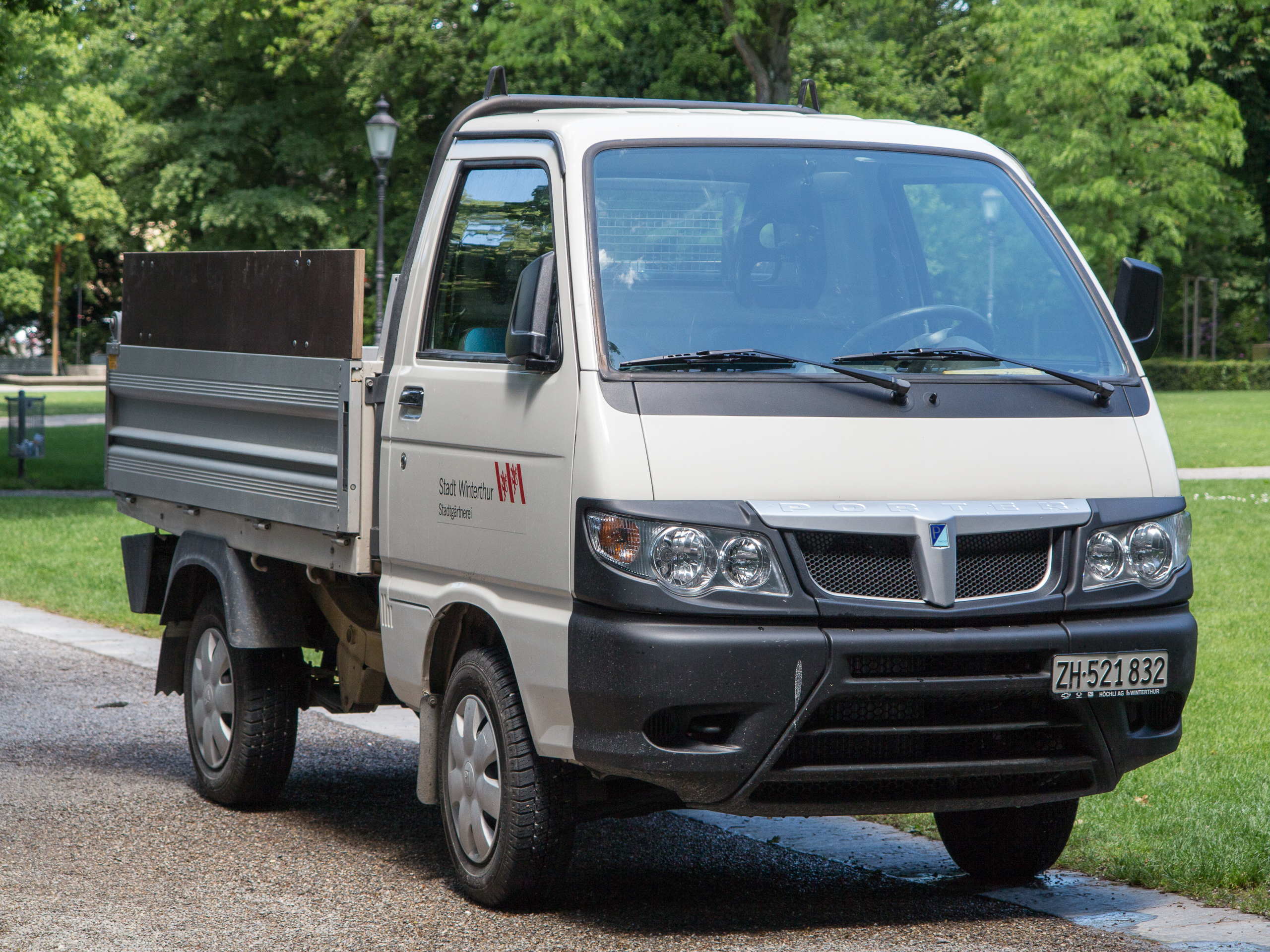
Piaggio Porter
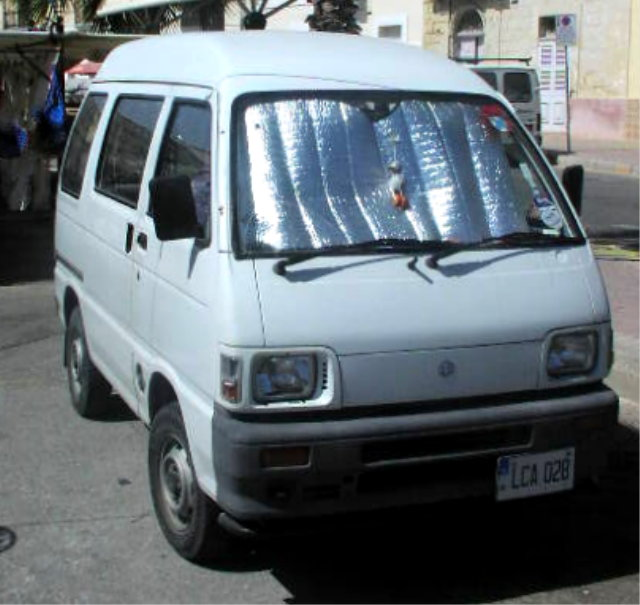
Фургон
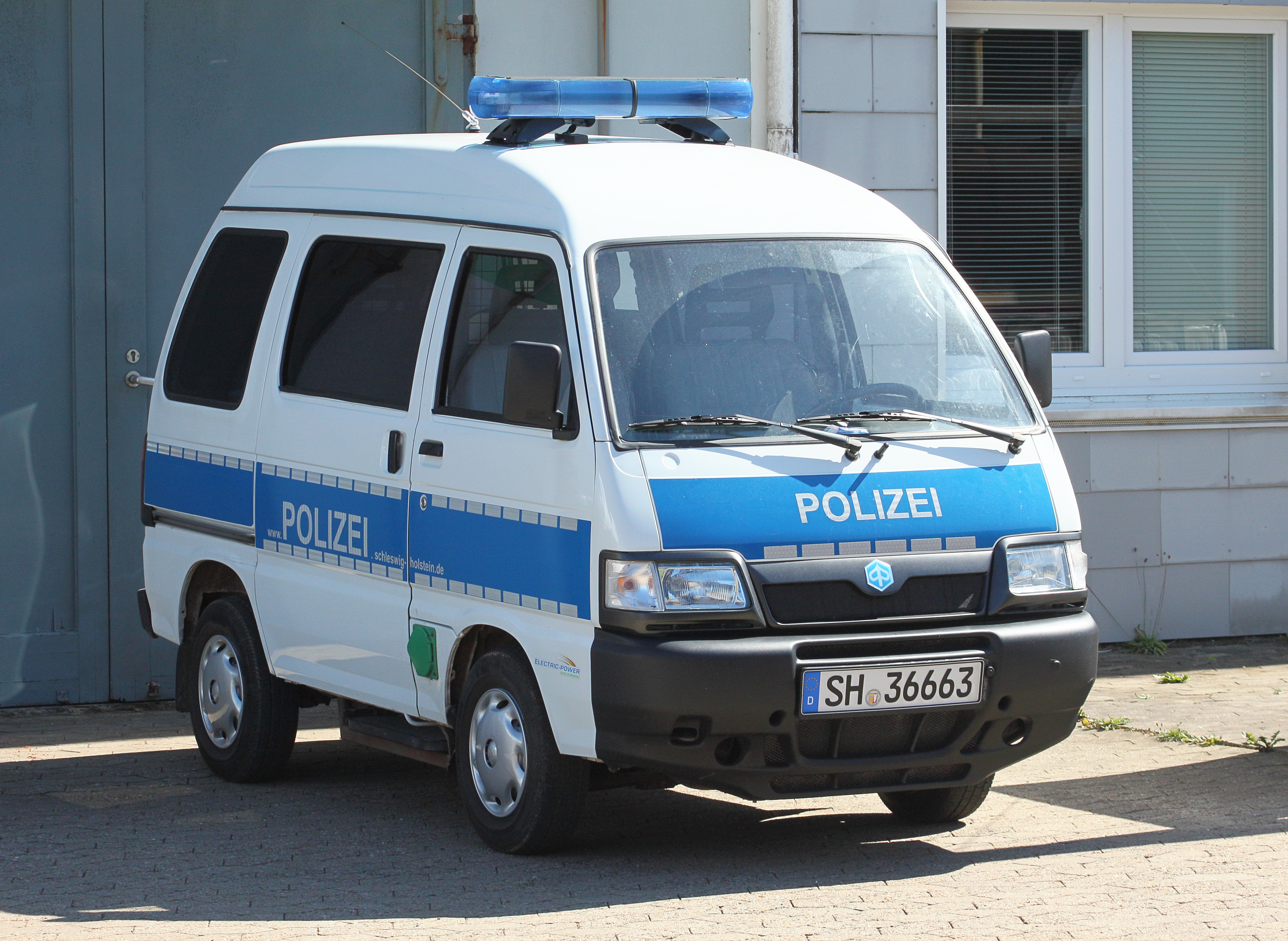
Электромобиль